# نيكول لاي
نيكول لاي هي مغنية وملحنة وكاتبة غنائية ماليزية، ولدت في 26 فبراير 1974 في بينانق في ماليزيا، وتوفيت في 6 سبتمبر 2008 في سنغافورة.